# Lindingaspis victoriae
Lindingaspis victoriae är en insektsart som först beskrevs av Cockerell 1899.  Lindingaspis victoriae ingår i släktet Lindingaspis och familjen pansarsköldlöss. Inga underarter finns listade i Catalogue of Life.